# Berkheja

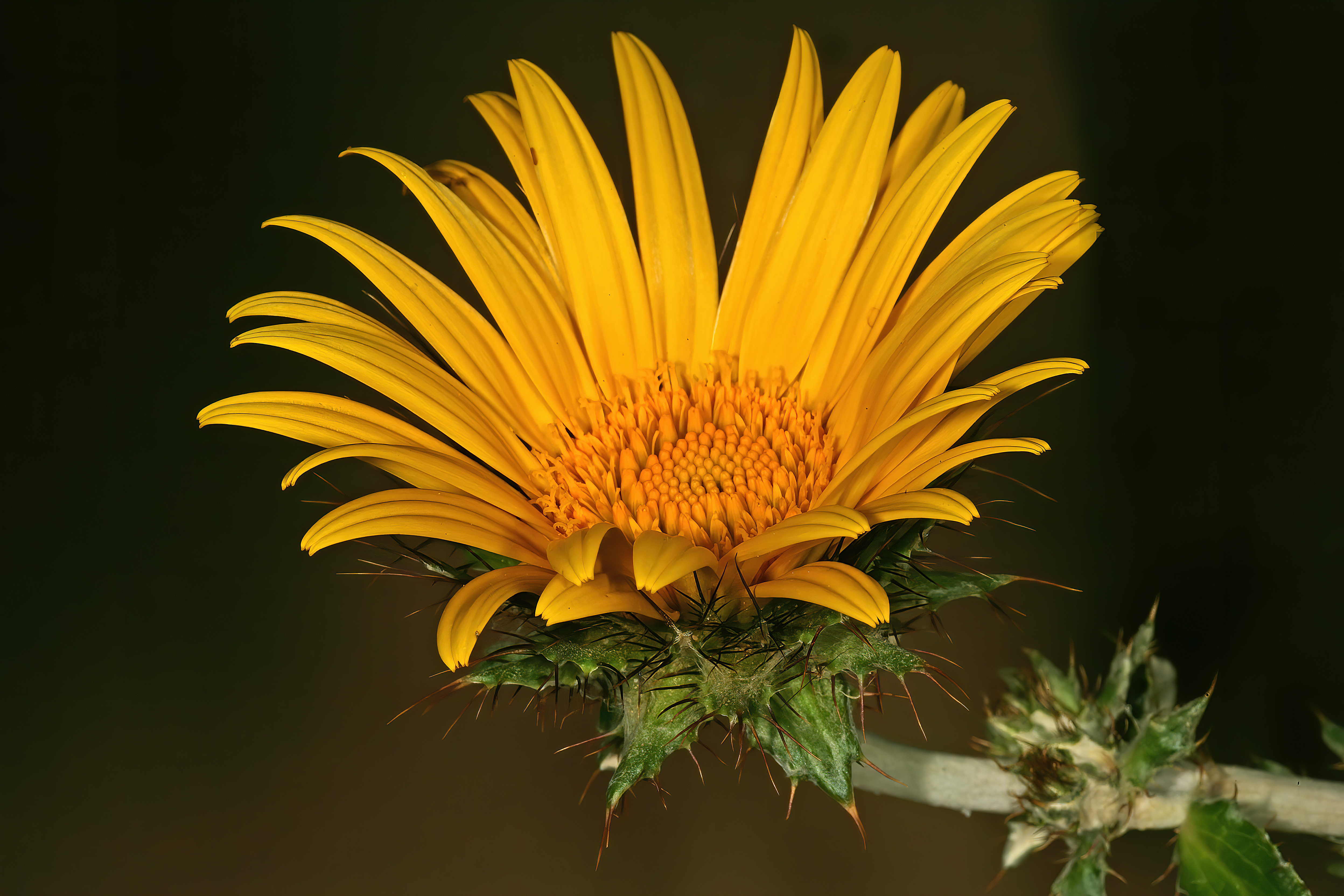
Berkheya barbata

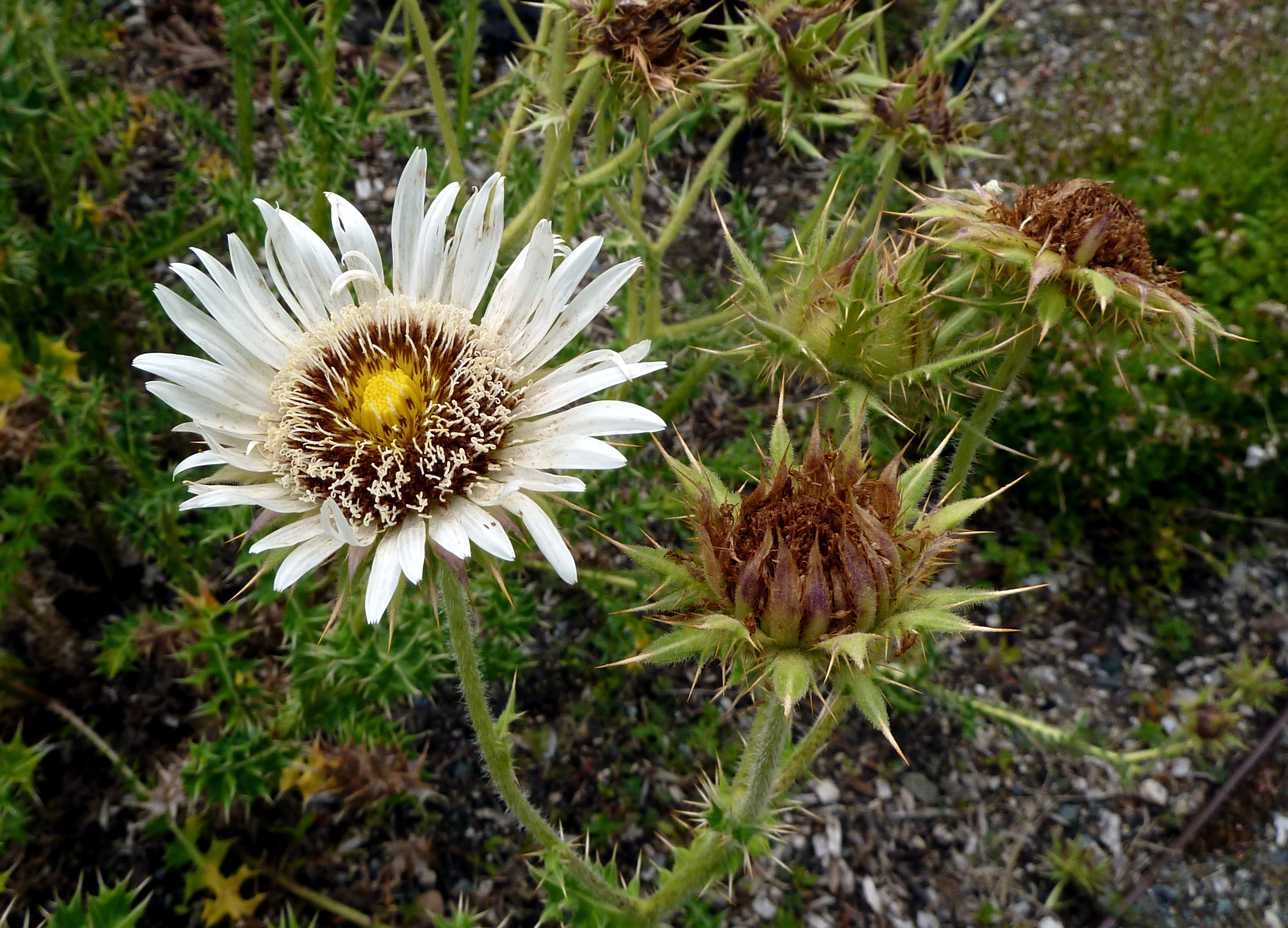
Berkheya cirsiifolia

Berkheja, osetnia (Berkheya Ehrh.) – rodzaj roślin należący do rodziny astrowatych. Obejmuje 79 gatunków. Rośliny te występują w tropikalnej i południowej Afryce. Jako introdukowane rosną w Australii i Wielkiej Brytanii.
Niektóre gatunki są uprawiane jako ozdobne, np. berkheja purpurowa B. purpurea. B. coddii jest bioakumulatorem niklu i kobaltu, wykorzystywany jest do obsiewania gleb zanieczyszczonych tymi pierwiastkami (fitoremediacji).

## Morfologia
PokrójByliny i krzewy, zwykle kolczaste – o pokroju ostowatym.
LiścieSkrętoległe, o nasadach zbiegających wzdłuż łodygi i kolczastych, czasem skupione u nasady pędu w formie przyziemnej rozety. Zwykle ząbkowane i wcinane, kolczaste na brzegu, rzadziej całobrzegie.
KwiatyZebrane w promieniste i okazałe koszyczki wyrastające pojedynczo lub w postaci gron, baldachogron, rzadko baldachu. Listki okrywy kolczaste, całobrzegie lub wcinane. Środkowe zwykle najdłuższe. Dno koszyczka w czasie kwitnienia płaskie z zagłębieniami, w których rozwijają się kwiaty. Na zewnątrz koszyczka znajduje się jeden szereg kwiatów języczkowych (czasem ich brak), o płatkach zrośniętych w dole w rurkę, a w górze w języczek skierowany na zewnątrz, z 5 ząbkami na końcu. Kwiaty te zwykle zabarwione są na żółto lub biało i są płone. Kwiaty rurkowate wewnątrz koszyczka są obupłciowe, rurkowate, na szczycie z 5 łatkami.
OwoceNiełupki mniej lub bardziej żebrowane, nagie lub owłosione, rozwijają się w zagłębieniach otoczone dnem koszyczka. Puch kielichowy w postaci łusek wyrastających w jednym lub dwóch rzędach.

## Systematyka
Pozycja systematyczna
Rodzaj z rodziny astrowatych (Asteraceae). W obrębie rodziny należy do plemienia Arctotideae i podplemienia Gorteriinae, które w tradycyjnym ujęciu włączane są do podrodziny Cichorioideae lub po jej podziale do Vernonioideae. W obrębie podplemienia tworzy grupę z tradycyjnie wyróżnianymi rodzajami Cullumia, Cuspidia, Didelta i Heterorhachis, które są w nim zagnieżdżone (rodzaj ma charakter parafiletyczny). Grupa ta jest siostrzana względem rodzajów Gazania, Gorteria i Hirpicium.
Wykaz gatunków
- Berkheya acanthopoda (DC.) Roessler
- Berkheya angolensis O.Hoffm.
- Berkheya angusta Schltr.
- Berkheya angustifolia (Houtt.) Merr.
- Berkheya annectens Harv.
- Berkheya armata Druce
- Berkheya barbata (L.f.) Hutch.
- Berkheya bergiana Soderb.
- Berkheya bipinnatifida (Harv.) Roessler
- Berkheya buphthalmoides Schltr.
- Berkheya caffra MacOwan
- Berkheya canescens DC.
- Berkheya cardopatifolia (DC.) Roessler
- Berkheya carduoides (Less.) Hutch.
- Berkheya carlinifolia (DC.) Roessler
- Berkheya carlinoides Willd.
- Berkheya carlinopsis Welw. ex O.Hoffm.
- Berkheya chamaepeuce (S.Moore) Roessler
- Berkheya chiesiana Chiov.
- Berkheya chrysanthemoides J.C.Manning & Goldblatt
- Berkheya cirsiifolia (DC.) Roessler
- Berkheya coddii Roessler
- Berkheya coriacea Harv.
- Berkheya cruciata Willd.
- Berkheya cuneata Willd.
- Berkheya debilis MacOwan
- Berkheya decurrens (Thunb.) Willd.
- Berkheya densifolia Bohnen ex Roessler
- Berkheya discolor O.Hoffm. & Muschl.
- Berkheya draco Roessler
- Berkheya dregei Harv.
- Berkheya dumicola N.G.Bergh & Helme
- Berkheya echinacea (Harv.) Burtt Davy
- Berkheya eriobasis (DC.) Roessler
- Berkheya erysithales (DC.) Roessler
- Berkheya ferox O.Hoffm.
- Berkheya francisci Bolus
- Berkheya fruticosa Ehrh.
- Berkheya glabrata (Thunb.) Fourc.
- Berkheya griquana Hilliard & B.L.Burtt
- Berkheya herbacea Druce
- Berkheya heterophylla O.Hoffm.
- Berkheya insignis Thell.
- Berkheya jardineana J.C.Manning & Goldblatt
- Berkheya johnstoniana Britten
- Berkheya latifolia J.M.Wood & M.S.Evans
- Berkheya leucaugeta Hilliard
- Berkheya mackenii (Harv.) Rössler
- Berkheya macrocephala J.M.Wood
- Berkheya maritima J.M.Wood
- Berkheya milleriana Bolus
- Berkheya montana J.M.Wood & M.S.Evans
- Berkheya multijuga (DC.) Roessler
- Berkheya nivea N.E.Br.
- Berkheya onobromoides O.Hoffm. & Muschl.
- Berkheya onopordifolia (DC.) Burtt Davy
- Berkheya pannosa Hilliard
- Berkheya pauciflora Roessler
- Berkheya pinnatifida (Thunb.) Thell.
- Berkheya purpurea (DC.) Mast. – berkheja purpurowa
- Berkheya radula (Harv.) De Wild.
- Berkheya radyeri Roessler
- Berkheya rhapontica (DC.) Hutch. & Burtt Davy
- Berkheya rigida (Thunb.) Bolus & Wolley-Dod ex Levyns
- Berkheya robusta Bohnen ex Roessler
- Berkheya rosulata Roessler
- Berkheya seminivea Harv.
- Berkheya setifera DC.
- Berkheya speciosa O.Hoffm.
- Berkheya spekeana Oliv.
- Berkheya sphaerocephala (DC.) Roessler
- Berkheya spinosa Druce
- Berkheya spinosissima Willd.
- Berkheya subulata Harv.
- Berkheya tysonii Hutch.
- Berkheya umbellata DC.
- Berkheya viscosa Hutch.
- Berkheya welwitschii O.Hoffm.
- Berkheya zeyheri Harv. & Sond.